# Piat de Seclin
Saint Piat (également nommé Piaton, Piato et San Piatone en italien), né à Bénévent à une date inconnue et mort à Tournai (Belgique) en 286, est un missionnaire envoyé par le pape évangéliser la région des Ménapiens (Tournaisis). Mort pour la foi chrétienne au IIIe siècle selon le martyrologe romain à Seclin (Nord), il est considéré comme saint par l'Église catholique, et commémoré le 1er octobre (en 2016 sa fête liturgique est passée au 3 octobre dans le diocèse de Tournai).

## Vénération
- À Seclin, on peut visiter, sous une voûte mérovingienne, la pierre grossièrement taillée formant son sarcophage, et la fontaine mystérieuse[1] ;
- Dans l'église Saint-Piat de Saint-Piat, village situé à environ 15 km de Chartres se trouve le sarcophage, dans lequel il aurait été inhumé avant le transfert de ses restes à la cathédrale Notre-Dame de Chartres,  Classé MH (1898)[2] ;
- Selon plusieurs sources c'est à Tournai qu'il fut décapité. Il s'y trouve une église Saint-Piat qui contient le chef-reliquaire du saint.

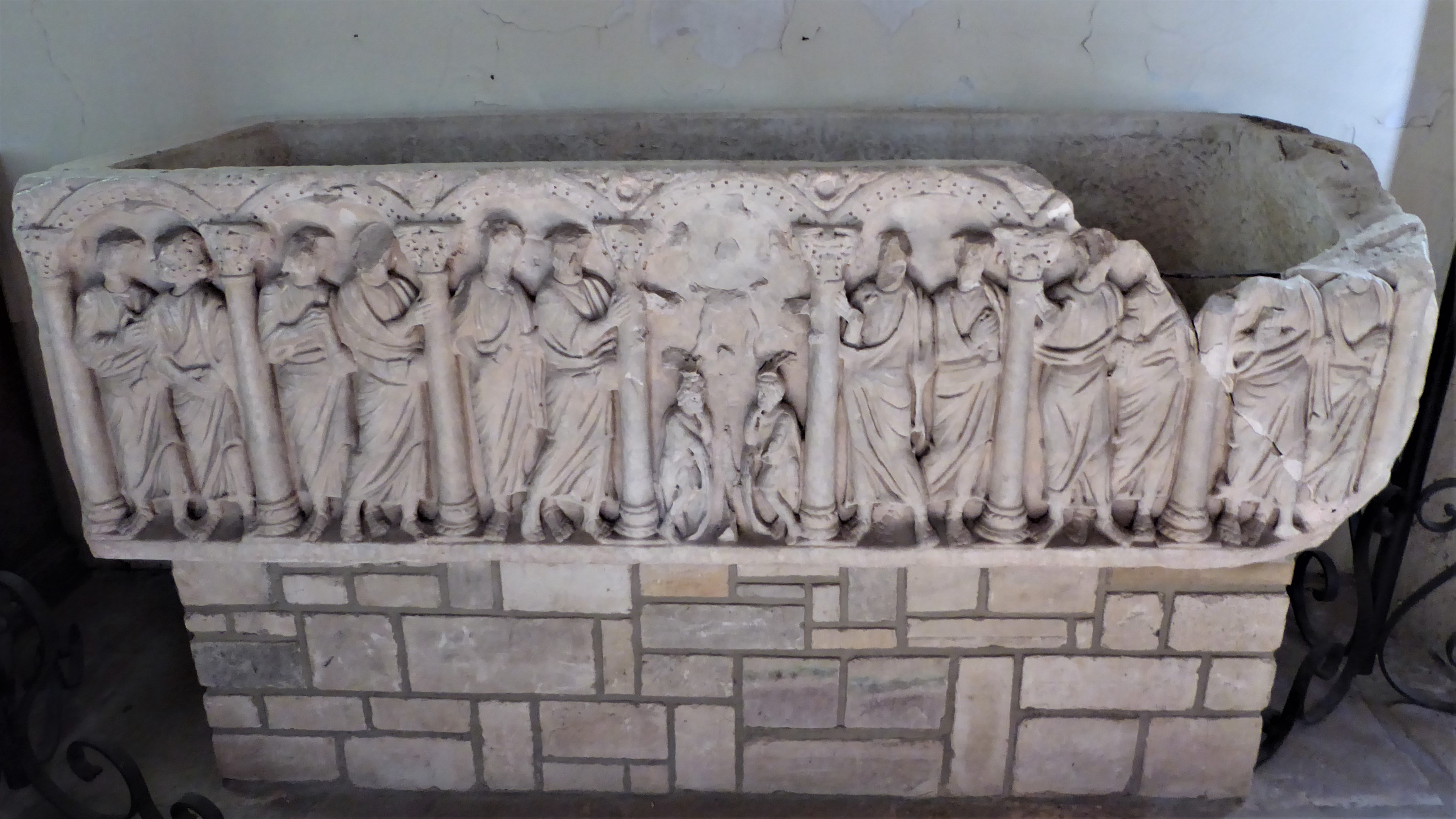
L'église Saint-Piat de Saint-Piat en Eure-et-Loir, le sarcophage.
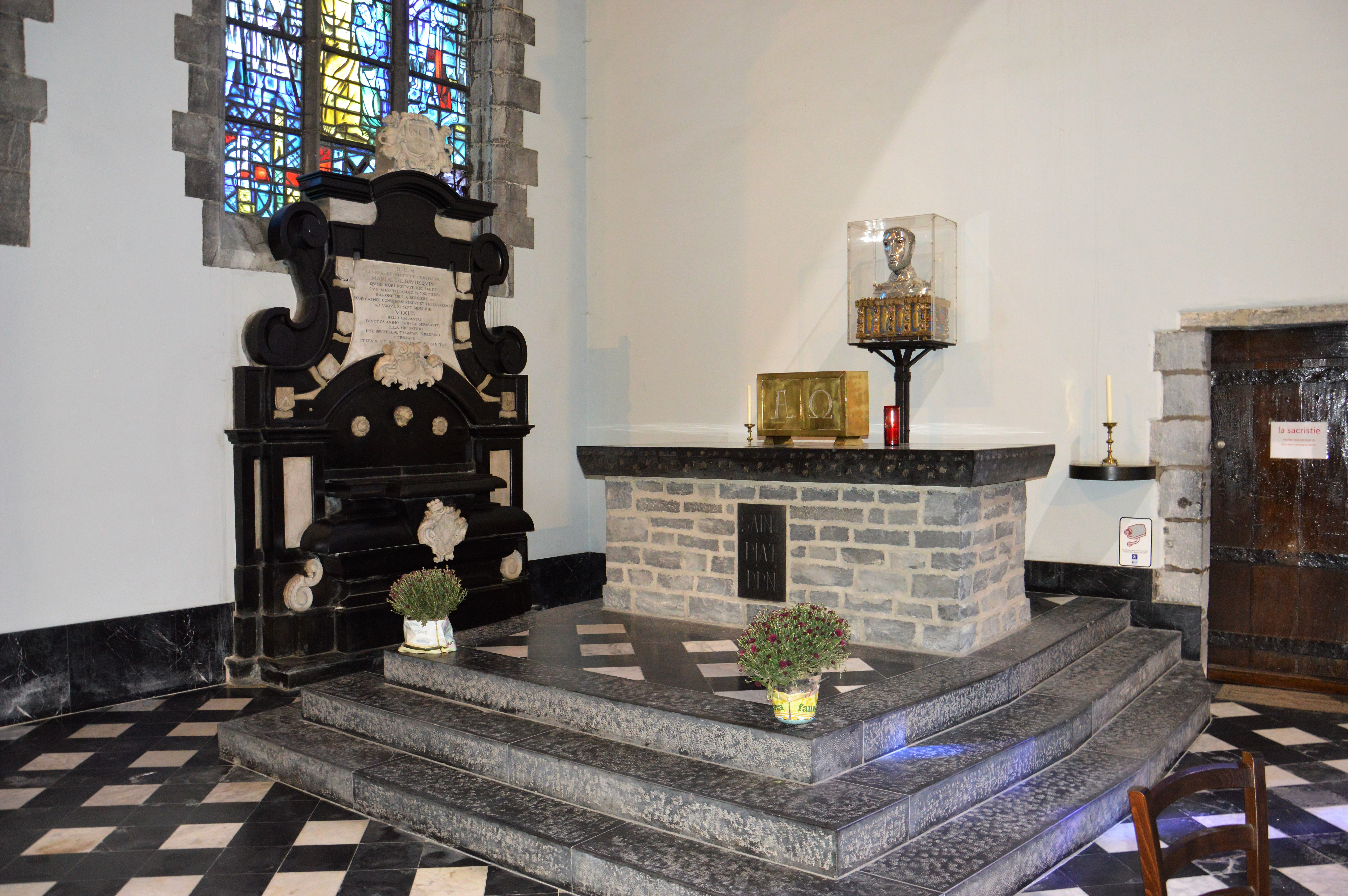
L'église Saint-Piat de Tournai, autel et reliquaire.

- La cathédrale Notre-Dame de Chartres est reliée hors les murs à la chapelle Saint-Piat de Chartres (XIVe siècle), qui abrite le trésor, ouvert depuis 2024 à la visite ; la cathédrale dispute à l'église de Seclin l'honneur de posséder des restes du saint.

Chapelle Saint-Piat de la cathédrale Notre-Dame de Chartres
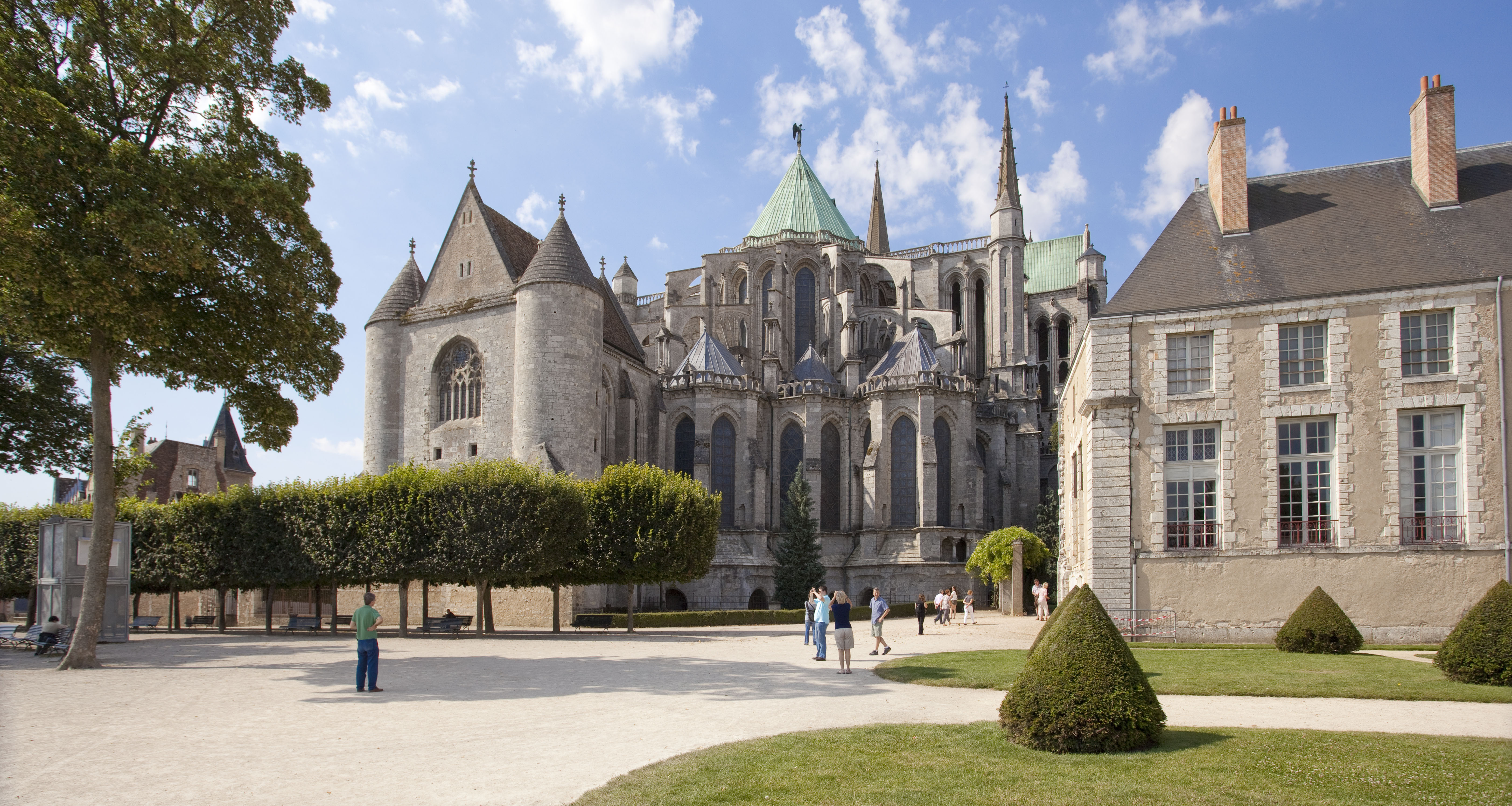
À gauche, la chapelle vue des jardins de l'évêché.
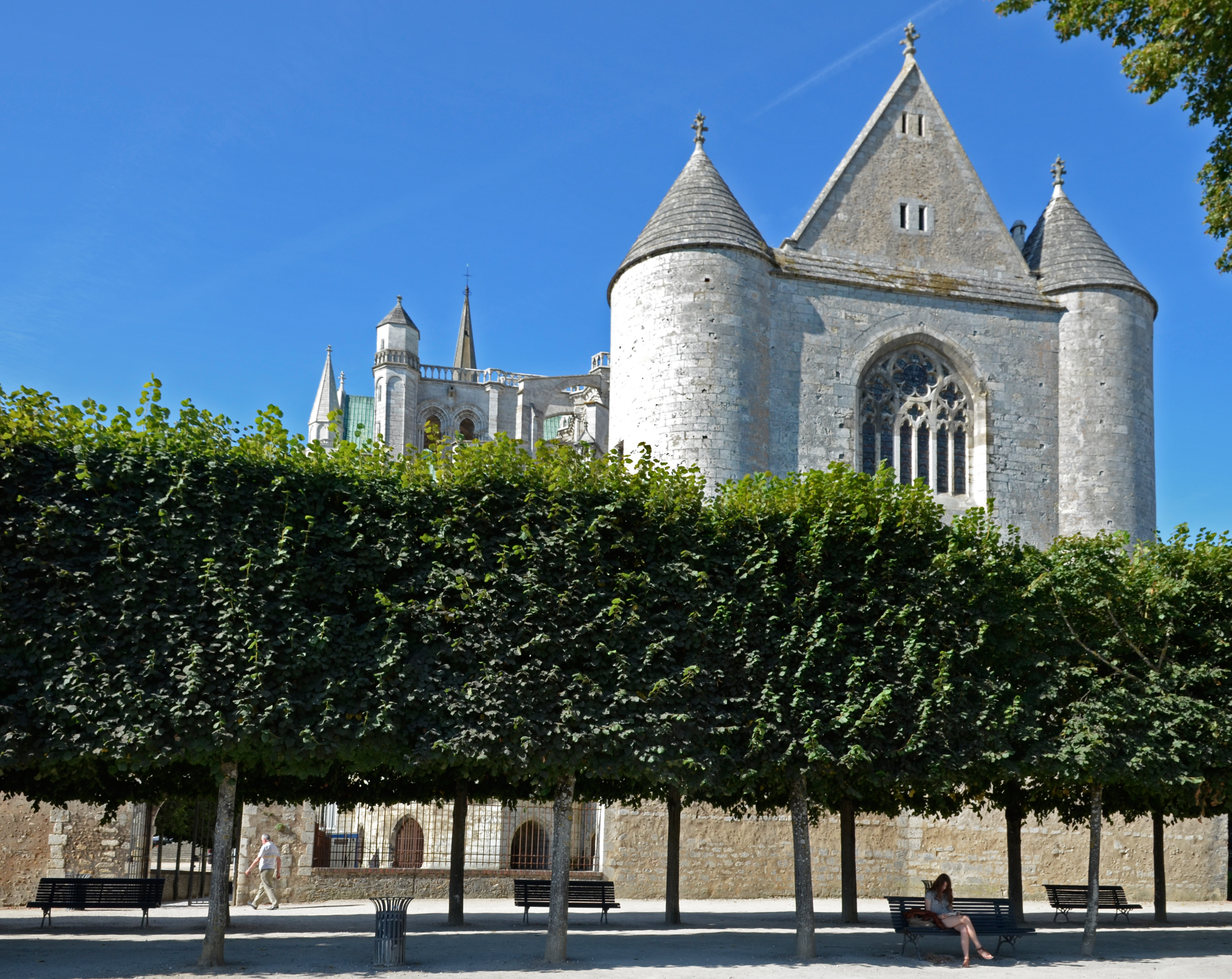
Le chevet plat de la chapelle et son vitrail maître.
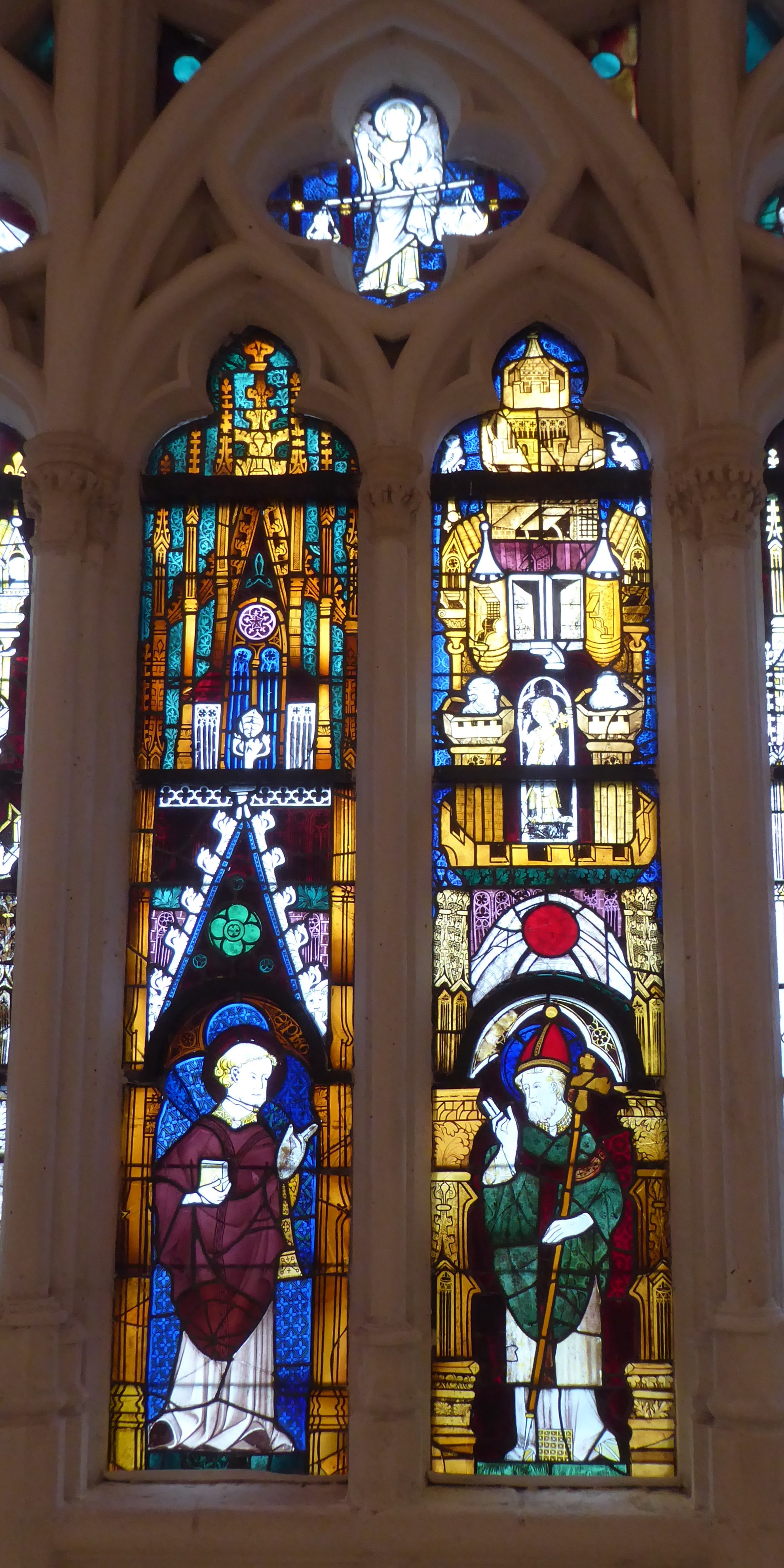
Saint Piat et saint Tugdual, lancettes du vitrail maître de la chapelle.
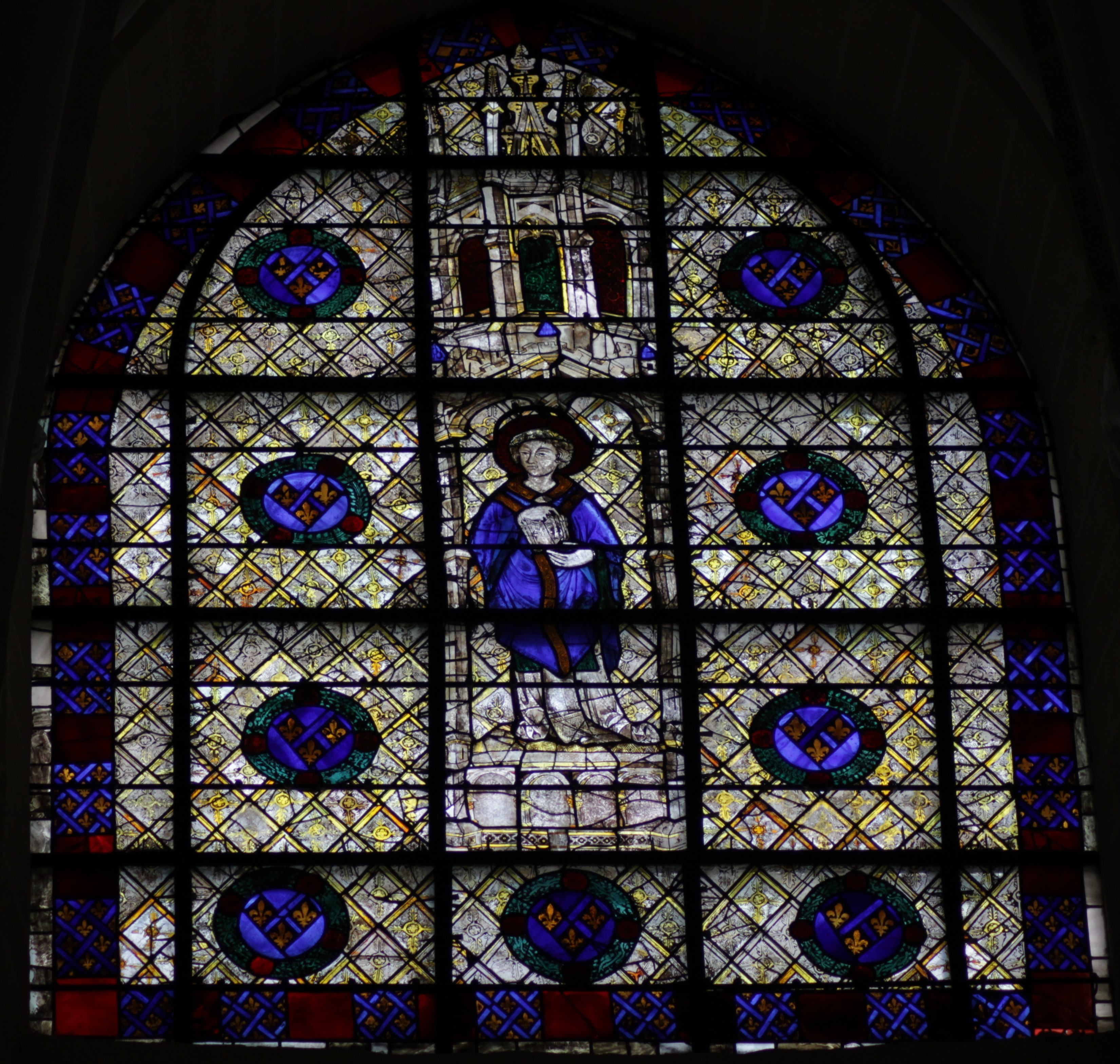
Vitrail de Saint-Piat dans le déambulatoire la cathédrale de Chartres.
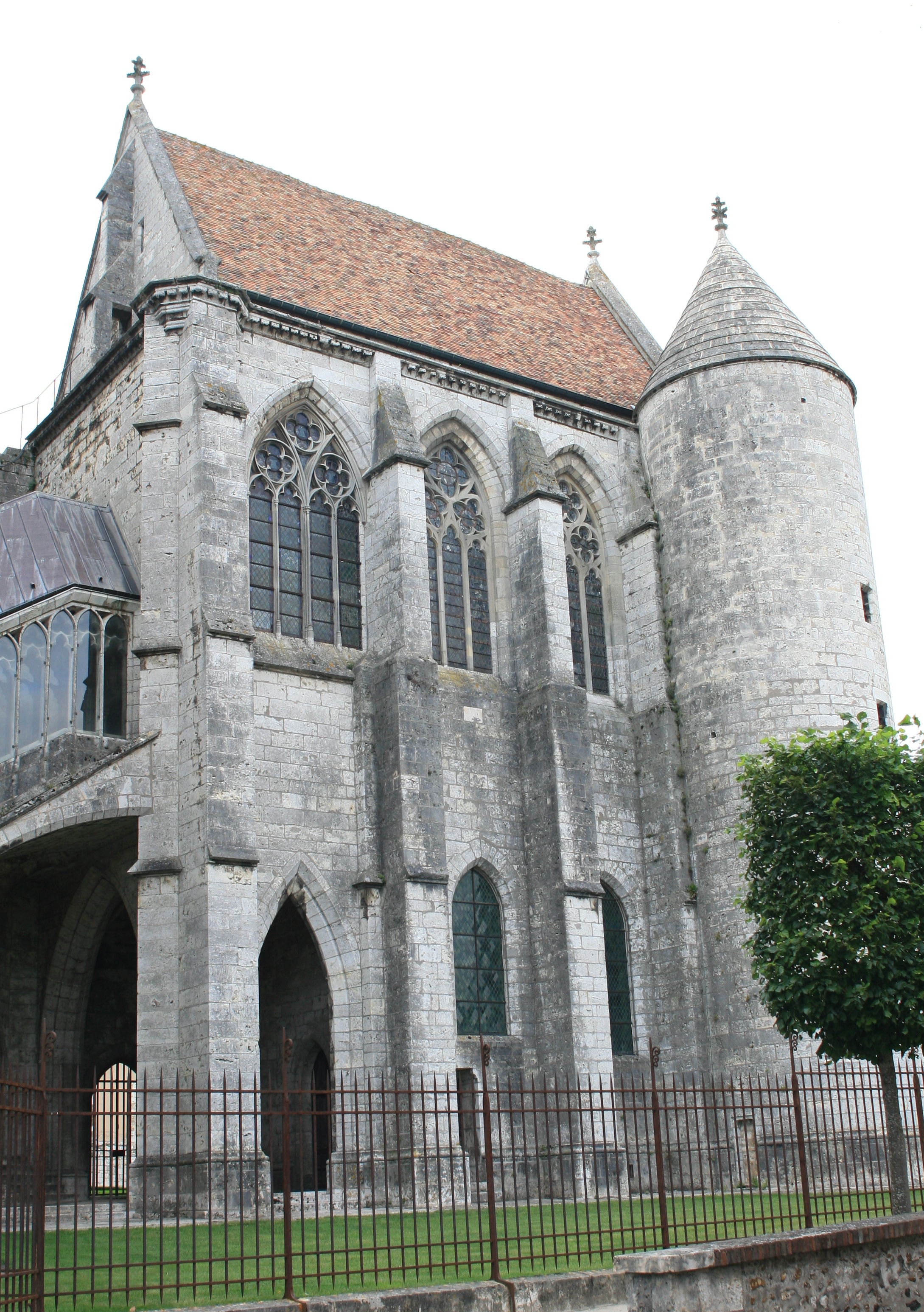
Arrivée de l'escalier reliant la chapelle à la cathédrale, et tourelle sud.

- Une chapelle proche de l'église Saint Laurent d'Anstaing entoure une source qu'on dit ouverte miraculeusement par saint Piat de passage dans la région. Cette source est réputée guérir les brûlures et les maladies de peau, guérison également attribuée à Saint Laurent. Un pèlerinage de neuf jours (neuvaine) a lieu tous les ans au mois d'août.

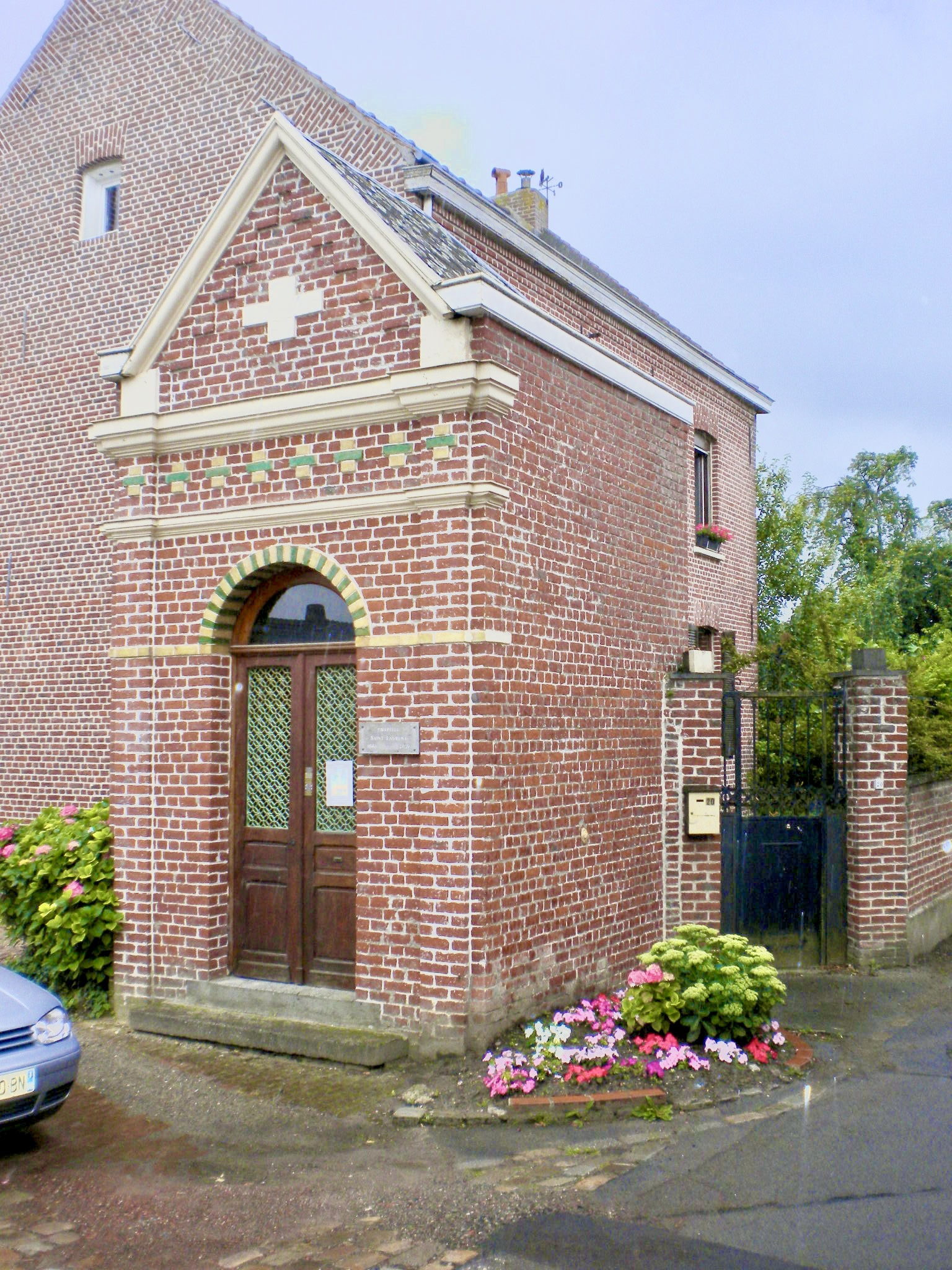
La chapelle d'Anstaing.
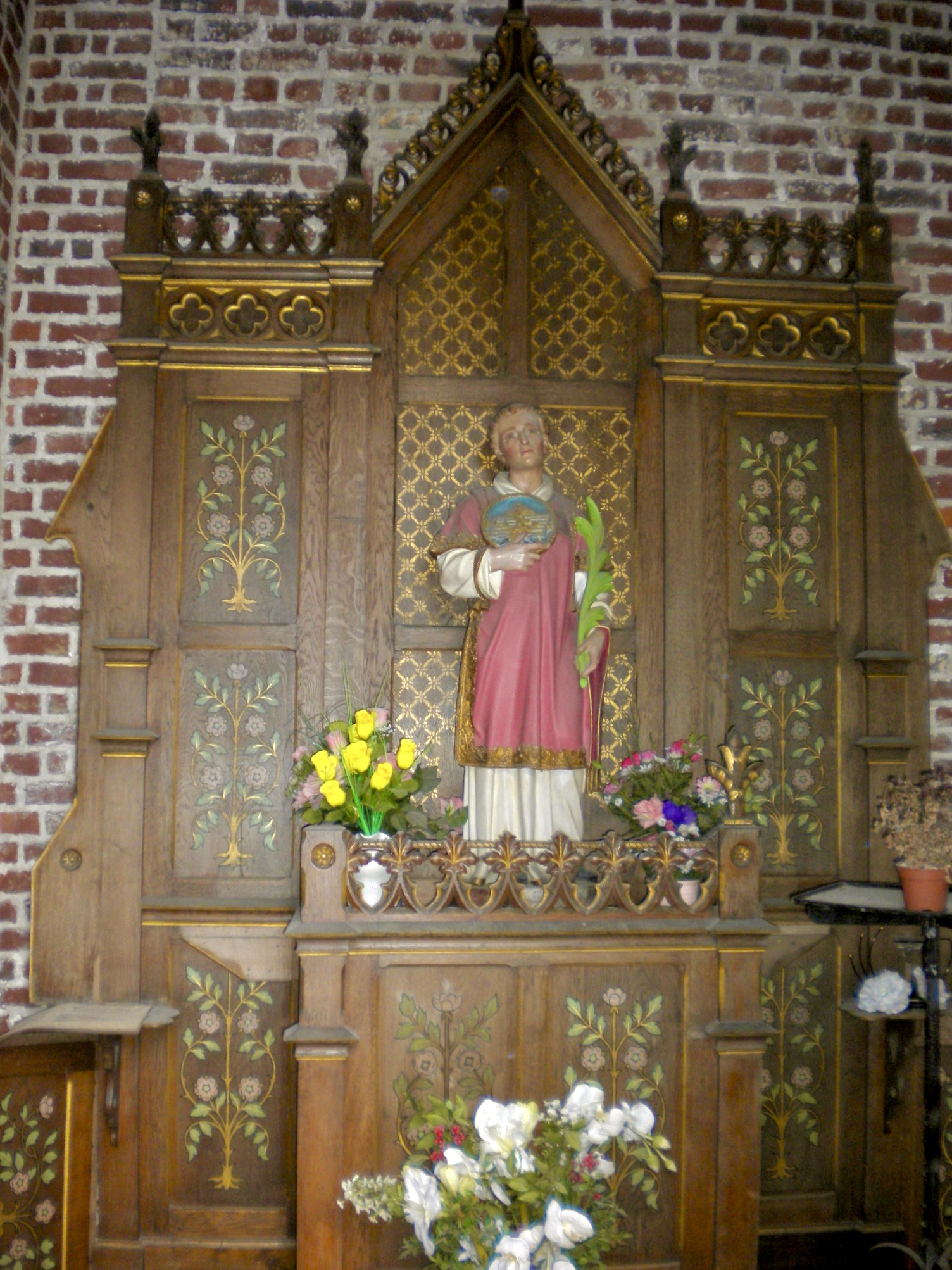
Dans la chapelle, un retable et la statue de saint Piat.
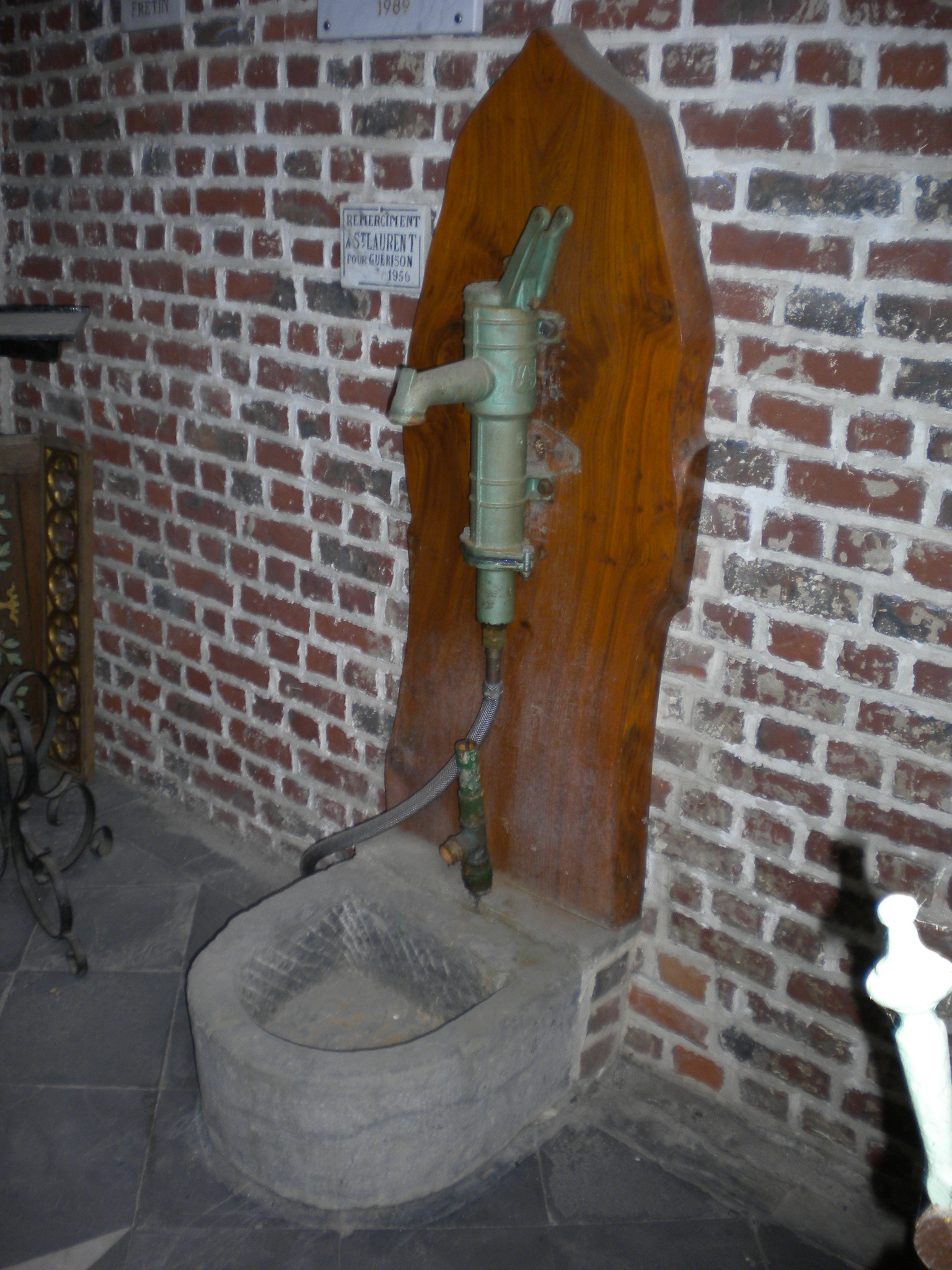
La source miraculeuse.